# Dardan Rexhepi
Dardan Rexhepi (em sérvio:  Дардан Реџепи, Dardan Redžepi) (Pristina, 16 de janeiro de 1992), é um futebolista sueco, de origem kosovar-albanesa, que atua como atacante. Atualmente está sem clube.

## Carreira
Em 21 de janeiro de 2014, Rexhepi assinou com o IF Brommapojkarna, citando que ele precisava de mais tempo em campo para continuar a desenvolver-se como um jogador. O Malmö FF anunciou que um acordo de recompra existia na transferência e que iriam acompanhar o desenvolvimento de Rexhepi no Brommapojkarna. No entanto, depois de apenas uma temporada, Rexhepi foi dispensado.

## Seleção
Rexhepi fez sua estreia pela Seleção Sueca Sub-21 em 24 de março de 2011, em um jogo-treino contra a Itália Sub-21.

## Títulos
Malmö
- Campeonato Sueco: 2010, 2013
- Supercopa da Suécia: 2013